# Klara Bühl
Klara Gabriele Bühl (født 7. december 2000) er en kvindelig tysk fodboldspiller, der spiller angreb for Bayern München i 1. Frauen-Bundesliga og Tysklands kvindefodboldlandshold.
Hun blev første gang udtaget til det tyske A-landshold i december 2018 af landstræner Martina Voss-Tecklenburg, men fik først landsholdsdebut den 28. februar 2019, som indskiftningen i 90. minut mod Frankrig. Hun blev senere samme år udtaget til VM i kvindefodbold 2019 i Frankrig.
Hun var også med til at vinde Frauen-Bundesliga for første gang med Bayern München i 2021.